# Suzanne og Leonard
Susanne og Leonard er en dansk film fra 1984, instrueret af John Hilbard og med manuskript af Annette Olsen og Bjarne Reuter efter en roman af sidstnævnte.

## Medvirkende
- Ole Meyer
- Preben Neergaard
- Fritze Hedemann
- Troels II Munk
- Tammi Øst
- Baard Owe
- Jarl Forsman
- Holger Vistisen